# Kari Eisenhut
Kari Eisenhut (* 22. Februar 1972 in der Schweiz) ist ein Schweizer Gleitschirmpilot.
Nach seinem Sieg 1996 im Cross Country Cup gewann er 1999 den Paragliding World Cup. Im Jahr 2000 wurde er Europameister. 2004 gewann er die Wertung der Kategorie '2-3' beim Paragliding Grand Prix.
Kari Eisenhut war an der Entwicklung vom CAPA beteiligt, einem Softkite (Kite beim Kitesurfen) vom Hersteller Duotone der im Jahr 2020 in den Vertrieb ging.